# Gates (New York)
Gates è un comune degli Stati Uniti d'America, situato nello stato di New York, nella contea di Monroe.